# Chiesa di Santa Croce (Giave)
La chiesa di Santa Croce  è un edificio religioso situato a Giave, centro abitato della Sardegna nord-orientale.
Edificata nel diciassettesimo secolo e consacrata al culto cattolico, fa parte della parrocchia di Sant'Andrea, arcidiocesi di Sassari.

## Altri progetti

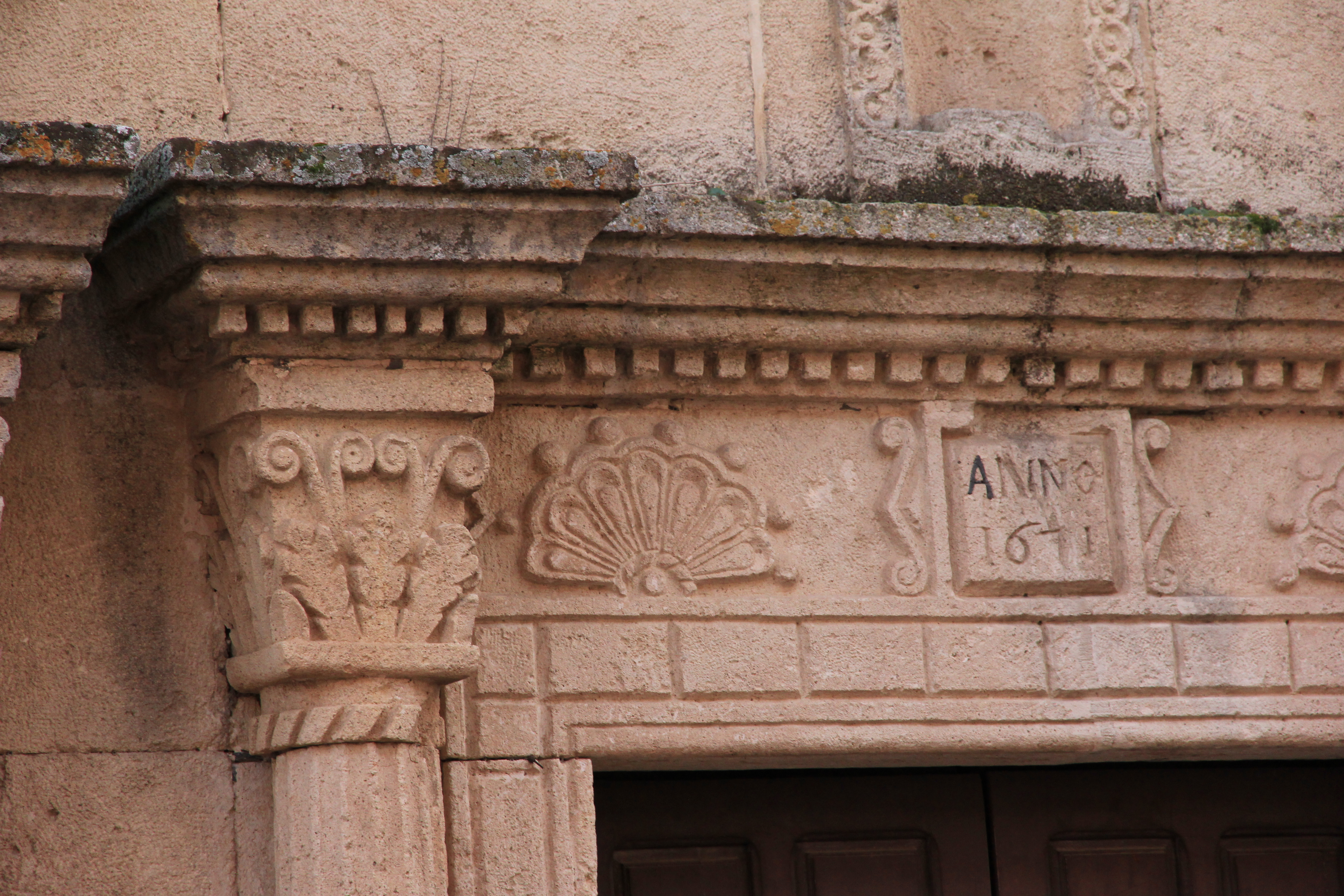
Particolare del portale